# Селецкое (Смоленская область)
Селе́цкое — деревня в Смоленской области России, в Сафоновском районе. Население — 130 жителей (2007 год) . Расположена в центральной части области в 8 км к востоку от города Сафонова, в 8 км южнее автодороги М1 «Беларусь», в 8 км восточнее автодороги Р137 Сафоново — Рославль, на правом берегу реки Днепр. В 5 км севернее деревни железнодорожная станция Дурово на линии Москва — Минск. Входит в состав Барановского сельского поселения.

## История
В годы Великой Отечественной войны деревня была оккупирована гитлеровскими войсками в сентябре 1941 года, освобождена в 1943 году..
Здесь родился Крыловский, Александр Николаевич — командующий корпусом.

## Экономика
Фермерское хозяйство «Восход» .

## Достопримечательности
- Курган в 100 м севернее деревни[3].